# Guillotine IV (The Final Chapter)
«Guillotine IV (The Final Chapter)» es el segundo sencillo de Falling in Reverse del tercer álbum de estudio Just Like You. Es la cuarta y última entrega de la serie "The Guillotine", iniciada por Escape the Fate cuando el exvocalista Ronnie Radke estaba en la banda. La primera canción titulada "The Guillotine" fue en el álbum debut de Escape the Fate, Dying Is Your Latest Fashion en 2006 con Ronnie Radke en la voz. La segunda canción que se tituló "This War Is Ours (The Guillotine II)" fue en el segundo álbum de estudio de Escape the Fate This War Is Ours en 2008 con Craig Mabbitt en la voz. "The Aftermath (The Guillotine III)" estuvo en el tercer álbum homónimo de Escape the Fate en 2010 con Mabbit en la voz. Finalmente, en 2015, Falling in Reverse terminó la serie con "Guillotine IV (The Final Chapter)" con Radke en la voz una vez más, aunque en la entrevista él dijo haber consultado con ETF y la banda le dio el permiso.